# Vera Van der Borght
Vera Van der Borght (Moorsel, 3 januari 1952) is een voormalig Belgisch politica voor Open Vld.

## Levensloop
Van opleiding laborante, ging Van der Borght dit beroep van 1971 tot 2001 uitoefenen in het Algemeen Ziekenhuis Maria Middelares in Gent.
Ze werd politiek actief voor de toenmalige liberale partij PVV en werd in oktober 1988 verkozen tot gemeenteraadslid van Aalst. In oktober 1994 werd Van der Borght herkozen, maar ze verzaakte aan haar mandaat om begin 1995 te gaan zetelen als OCMW-raadslid, een functie die ze bekleedde tot eind 2000. Van januari 2001 tot januari 2007 was zij voor de VLD OCMW-voorzitter van de stad. Bij de verkiezingen van oktober 2006 werd Van der Borght opnieuw verkozen tot gemeenteraadslid van de stad Aalst. Ze bekleedde het ambt ditmaal tot in september 2021, toen ze stopte met actieve politiek.
Bij de derde rechtstreekse Vlaamse verkiezingen van 13 juni 2004 werd ze verkozen in de kieskring Oost-Vlaanderen. In het Vlaams Parlement profileerde ze zich tot de welzijnsspecialiste van Open Vld. Ook na de volgende  Vlaamse verkiezingen van 7 juni 2009 bleef ze Vlaams Parlementslid tot mei 2014. Bij de verkiezingen van 25 mei 2014 verliet ze de regionale politiek. In het Vlaams Parlement was Van der Borght van 2004 tot 2014 ondervoorzitter van de commissie Welzijn, Volksgezondheid en Gezin.
Van 2015 tot 2019 was ze voorzitster van de raad van bestuur van de Vlaamse Maatschappij voor Sociaal Wonen (VMSW).